# Persone di nome Teodoro
| Questa pagina contiene informazioni ricavate automaticamente dalle voci biografiche con l'ausilio del template Bio e di un bot. L'aggiornamento è periodico e automatico e ricostruisce completamente la pagina. Se manca una persona in questa lista, sei pregato di non aggiungerla, ma accertati piuttosto che la sua voce biografica contenga il template Bio e che i dati anagrafici siano correttamente compilati. Se il template Bio manca, inseriscilo tu stesso o, in alternativa, metti l'avviso {{tmp\|Bio}} che ne segnala la mancanza. Se i dati riportati sono sbagliati, correggi direttamente la voce biografica; le modifiche saranno visibili in questa lista entro pochi giorni. Per chiarimenti vedi il progetto antroponimi. La lista contiene solo le 159 persone che sono citate nell'enciclopedia e per le quali è stato implementato correttamente il template Bio. Pagina aggiornata al 6 ago 2025. |

Questa è una lista di persone presenti nell'enciclopedia che hanno il nome Teodoro, suddivise per attività principale.

## Abati(1)
- Teodoro Correr, abate e collezionista d'arte italiano (Venezia, n. 1750 - Venezia, † 1830)

## Altisti(1)
- Teodoro Palacios, altista guatemalteco (Città del Guatemala, n. 1939 - Città del Guatemala, † 2019)

## Archeologi(1)
- Doro Levi, archeologo e storico dell'arte italiano (Trieste, n. 1898 - Roma, † 1991)

## Architetti(1)
- Teodoro González de León, architetto e pittore messicano (Città del Messico, n. 1926 - † 2016)

## Arcivescovi(6)
- Teodoro Scutariota, arcivescovo, diplomatico e storico bizantino
- Teodoro I di Milano, arcivescovo e santo italiano (Milano - Milano, † 490)
- Teodoro II di Milano, arcivescovo longobardo (Roma, † 739)
- Teodoro di Canterbury, arcivescovo e santo inglese (Tarso, n. 602 - Canterbury, † 690)
- Teodoro I di Costantinopoli, arcivescovo bizantino († 687)
- Teodoro I di Alessandria, arcivescovo bizantino († 610)

## Arcivescovi cristiani orientali(1)
- Teodoro I di Alessandria, arcivescovo cristiano orientale egiziano (Egitto - Alessandria d'Egitto, † 742)

## Arcivescovi ortodossi(1)
- Teodoro II di Alessandria, arcivescovo ortodosso greco (La Canea, n. 1954)

## Attori(2)
- Teodoro Corrà, attore, sceneggiatore e produttore cinematografico italiano (Roma, n. 1934 - Roma, † 1996)
- Teodoro di Atene, attore ateniese (Atene)

## Attori teatrali(1)
- Teodoro Cuniberti, attore teatrale e commediografo italiano (Savigliano, n. 1849 - Torino, † 1913)

## Avvocati(2)
- Teodoro Ameyden, avvocato, poeta e storico fiammingo ('s-Hertogenbosch, n. 1586 - Roma, † 1656)
- Teodoro Bubbio, avvocato e politico italiano (Alba, n. 1888 - Alba, † 1965)

## Briganti(1)
- Caporal Teodoro, brigante italiano (Barile, n. 1825)

## Calciatori(7)
- Teodoro Fernández, calciatore peruviano (San Vicente de Cañete, n. 1913 - Lima, † 1996)
- Teodoro Kovacich, calciatore italiano (Fiume, n. 1907 - † 1991)
- Teodoro Luña, ex calciatore peruviano (Lima, n. 1938)
- Teodoro Paredes, calciatore paraguaiano (Caaguazú, n. 1993)
- Teodoro Piccinno, ex calciatore italiano (Poggiardo, n. 1966)
- Teodoro Signorini, calciatore italiano (Verona, n. 1910)
- Teodoro Zanini, calciatore e allenatore di calcio italiano (Alessandria, n. 1923 - Cremona, † 2006)

## Canottieri(1)
- Teodoro Mariani, canottiere italiano (Como, n. 1882 - Monte Zebio, † 1916)

## Cardinali(3)
- Teodoro de Lellis, cardinale, vescovo cattolico e diplomatico italiano (Treviso, n. 1428 - Roma, † 1466)
- Teodoro Paleologo, cardinale e vescovo italiano (Casale Monferrato, n. 1425 - Asti, † 1484)
- Teodoro Valfrè di Bonzo, cardinale e arcivescovo cattolico italiano (Cavour, n. 1853 - Roma, † 1922)

## Chimici(1)
- Teodoro Pascal, chimico e zoologo italiano (Napoli, n. 1857 - Napoli, † 1937)

## Compositori(1)
- Teodoro Cottrau, compositore italiano (Napoli, n. 1827 - Napoli, † 1879)

## Condottieri(1)
- Teodoro III Musachi, condottiero e patriota albanese († 1449)

## Conduttori televisivi(1)
- Teo Mammucari, conduttore televisivo italiano (Roma, n. 1964)

## Danzatori(1)
- Teddy Wigga, ballerino e coreografo italiano (Brindisi, n. 1988)

## Editori(1)
- Teodoro Viero, editore e incisore italiano (n. 1740 - † 1819)

## Filosofi(4)
- Teodoro Sainz Rueda, filosofo e politico spagnolo (Briviesca, n. 1835 - Madrid, † 1897)
- Teodoro l'Ateo, filosofo greco antico
- Teodoro d'Antiochia, filosofo, medico e traduttore siro (Antiochia di Siria - † 1246)
- Teodoro di Asine, filosofo greco antico

## Funzionari(4)
- Teodoro Castamonite, funzionario e nobile bizantino († 1193)
- Teodoro Patrikiotes, funzionario bizantino († 1342)
- Teodoro, prefetto romano
- Teodoro II, funzionario bizantino

## Generali(9)
- Teodoro Aliate, generale bizantino
- Teodoro Cumno, generale bizantino
- Teodoro Gabras, generale bizantino (Teodosiopoli, † 1099)
- Teodoro Lechi, generale italiano (Brescia, n. 1778 - Milano, † 1866)
- Teodoro Parsacuteno, generale bizantino
- Teodoro Sigritsa, generale e diplomatico bulgaro († 924)
- Teodoro I di Napoli, generale bizantino († 729)
- Teodoro, generale bizantino
- Teodoro Vataze, generale e nobile bizantino

## Giornalisti(2)
- Teodoro Celli, giornalista, scrittore e critico musicale italiano (Parma, n. 1917 - Roma, † 1989)
- Teodoro Mayer, giornalista, politico e banchiere italiano (Trieste, n. 1860 - Roma, † 1942)

## Giuristi(1)
- Teodoro Balsamone, giurista e arcivescovo ortodosso bizantino (Costantinopoli - Costantinopoli)

## Imperatori(2)
- Teodoro II Lascaris, imperatore bizantino (Nicea, n. 1221 - Nicea, † 1258)
- Teodoro I Lascaris, imperatore bizantino (Costantinopoli - Nicea, † 1221)

## Imprenditori(2)
- Teodoro Angelopoulos, imprenditore greco (Atene, n. 1943)
- Teodoro Cutolo, imprenditore italiano (Napoli, n. 1862 - Napoli, † 1932)

## Insegnanti(1)
- Teodoro Pertusati, insegnante e politico italiano (Milano, n. 1836 - Brescia, † 1897)

## Latinisti(1)
- Teodoro Ciresola, latinista e poeta italiano (Villafranca di Verona, n. 1899 - Milano, † 1978)

## Mafiosi(1)
- Teodoro Crea, mafioso italiano (Gioia Tauro, n. 1939)

## Matematici(1)
- Teodoro di Cirene, matematico greco antico (Cirene, n. 465 a.C. - Atene)

## Medici(4)
- Teodoro Belleo, medico italiano (Ragusa, n. 1540 - Padova, † 1600)
- Teodoro Lovati, medico italiano (Pavia, n. 1800 - Pavia, † 1872)
- Teodoro Morisani, medico e politico italiano (Napoli, n. 1874 - Napoli, † 1950)
- Teodoro Prisciano, medico romano

## Militari(5)
- Teodoro Capocci, militare italiano (Lioni, n. 1894 - Cesuna, † 1916)
- Teodoro de Croix, militare e funzionario spagnolo (Lilla, n. 1730 - Madrid, † 1792)
- Teodoro di Amasea, militare e santo romano (Amasea, † 306)
- Teodoro, militare e funzionario egizio
- Teodoro Trivulzio, militare italiano (Milano, n. 1458 - Lione, † 1532)

## Monaci cristiani(3)
- Teodoro Studita, monaco cristiano bizantino (Costantinopoli - Calkite, † 826)
- Teodoro di Rhaithu, monaco cristiano, vescovo e teologo bizantino
- Teodoro da Castel Goffredo, monaco cristiano e miniatore italiano (Castel Goffredo)

## Nobili(11)
- Teodoro Angelo, nobile bizantino († 1299)
- Teodoro Bonanni d'Ocre, nobile e politico italiano (Brindisi, n. 1815 - † 1894)
- Teodoro Brana, nobile bizantino (Adrianopoli, n. 1169)
- Teodoro Calmășu, nobile rumeno (n. 1660 - † 1740)
- Teodoro Cantacuzeno, nobile bizantino (Costantinopoli, † 1183)
- Teodoro Sinadeno, nobile e militare bizantino (Vize - Costantinopoli)
- Teodoro File, nobile e diplomatico bizantino
- Teodoro Mangafa, nobile bizantino (Alaşehir)
- Teodoro Paleologo Cantacuzeno, nobile e diplomatico bizantino († 1410)
- Teodoro Csanád, nobile ungherese
- Teodoro di Kiev, nobile lituano († 1362)

## Pallanuotisti(1)
- Teodoro Salah, pallanuotista cileno (Santiago del Cile, n. 1917 - Viña del Mar, † 1995)

## Papi(2)
- Papa Teodoro I, papa e vescovo bizantino (Gerusalemme - Roma, † 649)
- Papa Teodoro II, papa e vescovo (Roma, n. 840 - Roma)

## Patrioti(2)
- Teodoro Buffoli, patriota, avvocato e politico italiano (Chiari, n. 1830 - Brescia, † 1884)
- Teodoro Salzillo, patriota italiano (Pozzilli, n. 1826 - Venafro, † 1904)

## Piloti automobilistici(1)
- Teodoro Zeccoli, pilota automobilistico italiano (Giovecca di Lugo, n. 1929 - Imola, † 2018)

## Piloti motociclistici(1)
- Dorino Serafini, pilota motociclistico e pilota automobilistico italiano (Pesaro, n. 1909 - Pesaro, † 2000)

## Pittori(5)
- Teodoro Duclère, pittore italiano (Napoli, n. 1812 - Napoli, † 1869)
- Teodoro Ghisi, pittore italiano (Mantova, n. 1536 - Mantova, † 1601)
- Teodoro Matteini, pittore e restauratore italiano (Pistoia, n. 1754 - Venezia, † 1831)
- Teodoro Orselli, pittore italiano (Ravenna, n. 1901 - Ravenna, † 1971)
- Teodoro Wolf Ferrari, pittore italiano (Venezia, n. 1878 - San Zenone degli Ezzelini, † 1945)

## Poeti(1)
- Teodoro Prodromo, poeta bizantino

## Politici(18)
- Teodoro Balbi, politico e militare italiano (Venezia, n. 1542 - Venezia, † 1619)
- Teodoro Bigi, politico, partigiano e sindacalista italiano (Reggio nell'Emilia, n. 1912 - Parma, † 2012)
- Teodoro Bossi, politico italiano (Milano - Monza, † 1449)
- Teodoro Bronzini, politico e giornalista argentino (Buenos Aires, n. 1888 - Mar del Plata, † 1981)
- Teodoro Buontempo, politico italiano (Carunchio, n. 1946 - Roma, † 2013)
- Teodoro De Rossi di Santa Rosa, politico e funzionario italiano (n. 1812 - † 1890)
- Ignacio Gallego, politico spagnolo (Siles, n. 1914 - Madrid, † 1990)
- Teodoro II di Costantinopoli, politico e arcivescovo ortodosso bizantino († 1216)
- Teodoro Lonfernini, politico e notaio sammarinese (San Marino, n. 1976)
- Teodoro Locsin Jr., politico, diplomatico e giurista filippino (Manila, n. 1948)
- Teodoro Metochita, politico, scrittore e mecenate bizantino (Nicea, n. 1270 - Costantinopoli, † 1332)
- Teodoro Nguema Obiang Mangue, politico equatoguineano (Acoacán, n. 1968)
- Teodoro Obiang Nguema Mbasogo, politico e generale equatoguineano (Acoacán, n. 1942)
- Teodoro Petkoff, politico, giornalista e guerrigliero venezuelano (El Batey, n. 1932 - Caracas, † 2018)
- Teodoro Picado Michalski, politico costaricano (San José, n. 1900 - Managua, † 1960)
- Teodoro Saponaro, politico italiano (Brindisi, n. 1927 - Brindisi, † 2022)
- Teodoro Stefano Tascone, politico italiano (Baiano, n. 1941)
- Teodoro I Calliope, politico bizantino

## Presbiteri(2)
- Teodoro Monticelli, presbitero e naturalista italiano (Brindisi, n. 1759 - Pozzuoli, † 1845)
- Teodoro II, presbitero italiano

## Principi(3)
- Teodoro Paleologo, principe e generale bizantino
- Teodoro II d'Armenia, principe († 1169)
- Teodoro I del Monferrato, principe (Costantinopoli, n. 1290 - Trino, † 1338)

## Registi(1)
- Tonino Ricci, regista italiano (Roma, n. 1927 - Roma, † 2014)

## Religiosi(1)
- Teodoro da Sovico, religioso italiano (Sovico - Milano)

## Retori(1)
- Teodoro di Gadara, retore greco antico

## Schermidori(1)
- Teodoro Goliardi, schermidore uruguaiano (Montevideo, n. 1927 - Maldonado, † 1997)

## Scrittori(1)
- Teodoro Dafnopate, scrittore bizantino

## Scultori(3)
- Teodoro Benedetti, scultore e architetto italiano (Castione, n. 1697 - Mori, † 1783)
- Teodoro di Samo, scultore e architetto greco antico (Samo)
- Teodoro Vanderstruck, scultore fiammingo

## Sovrani(3)
- Teodoro I Paleologo, sovrano bizantino († 1407)
- Teodoro Svetoslav di Bulgaria, sovrano bulgaro († 1322)
- Teodoro III d'Armenia, re (Mamistra, n. 1271 - Partzerpert, † 1298)

## Storici(2)
- Teodoro Spandugino, storico bizantino († 1538)
- Teodoro il Lettore, storico bizantino

## Teologi(2)
- Teodoro Muzalon, teologo e funzionario bizantino († 1294)
- Teodoro di Beza, teologo francese (Vézelay, n. 1519 - Ginevra, † 1605)

## Tipografi(1)
- Teodoro Ragazzoni, tipografo italiano (Asola - Venezia)

## Umanisti(1)
- Teodoro Gaza, umanista e traduttore bizantino (Tessalonica - San Giovanni a Piro, † 1475)

## Vescovi(8)
- Teodoro Askida, vescovo e teologo bizantino († 558)
- Teodoro di Mopsuestia, vescovo e teologo greco antico (Antiochia di Siria - Mopsuestia, † 428)
- Teodoro di Sion, vescovo e santo svizzero (Canton Vallese, † 400)
- Teodoro di Eraclea, vescovo romano
- Teodoro di Aquileia, vescovo romano
- Teodoro di Pavia, vescovo e santo italiano († 778)
- Teodoro il Siceota, vescovo e santo bizantino (Sykeon - Sykeon, † 613)
- Teodoro di Roselle, vescovo italiano

## Vescovi cattolici(1)
- Teodoro Loredano Balbi, vescovo cattolico italiano (Veglia, n. 1745 - Cittanova, † 1831)

## Vescovi ortodossi(2)
- Teodoro Nestorović, vescovo ortodosso serbo (Vršac, † 1594)
- Teodoro di Gerusalemme, vescovo ortodosso bizantino († 770)

## Senza attività specificata(9)
- Teodoro Bonati, ingegnere idraulico, matematico e medico italiano (Bondeno, n. 1724 - Ferrara, † 1820)
- Teo Ducci, superstite dell'Olocausto ungherese (Budapest, n. 1913 - † 2002)
- Teodoro Eustachio del Palatinato-Sulzbach, conte (Sulzbach, n. 1659 - Dinkelsbühl, † 1732)
- Teodoro II Paleologo, bizantino (Costantinopoli, n. 1396 - Selimbria, † 1448)
- Teodoro Pellegrino, italiano (Brindisi, n. 1908 - Lecce, † 1985)
- Teodoro Romža, ucraino (Velykyj Byčkiv, n. 1911 - Mukačevo, † 1947)
- Teodoro I d'Epiro (Tessalonica, † 1253)
- Teodoro di Ratno, duca lituano
- Teodoro II del Monferrato, marchese (n. 1364 - † 1418)